# Яакко Гінтікка
Яакко Гінтікка (нар. 12 січня 1929, Вантаа — 12 серпня 2015, Порвоо) — фінський філософ і логік.

## Біографія
Гінтікка народився у місті Вантаа.
1953 року він отримав докторський ступінь у Гельсінському університеті за дисертацію під назвою Нормальні розподільні форми в численні предикатів.
Після багатьох років викладання в університеті штату Флорида, Стенфордському університеті, Гельсінському університеті, і Академії Фінляндії, він закінчив свою кар'єру професором філософії у Бостонському університеті. Автор та співавтор понад 30 книг і понад 300 наукових статей, Гінтікка сприяв розвитку математичної логіки, філософської логіки, філософії математики, гносеології, теорії мов та філософії науки. Його роботи були перекладені більш ніж 9 мовами.
Гінтікка розглядається, як основоположник деонтичної логіки та ігрової семантики для логіки. На початку своєї кар'єри, він розробив семантику модальної логіки, аналогічну до семантики кадрів Саула Кріпке, і виявив широко поширену семантичну таблицю, незалежно від Еверта Віллема Бета. Пізніше він працював головним чином в ігровій семантиці, та у незалежній логіці, відомий своїми «розгалуженими кванторами», які, на його думку, краще відповідають поняттям про квантифікацію ніж звичайна логіка першого порядку.
Професор Гінтікка був студентом Г. Х. фон Райта, і молодшим науковим співробітником Гарвардського університету у 1956, і провів кілька професорських зустрічей у Гельсінському університеті, Академії Фінляндії, Державному університеті штату Флорида та, зрештою, у Бостонському університеті з 1990 і до своєї смерті.
Гінтікка редагував академічний журнал Synthese з 1962 по 2002 рік і був редактором-консультантом більш ніж десяти журналів. Він був першим віце-президентом Міжнародної федерації філософських товариств, та віце-президентом Міжнародного інституту філософії (1993—1996), а також членом Американської філософської асоціації, Міжнародного союзу історії та філософії, Асоціації символьної логіки, та членом правління Асоціації філософських наук. У 2005-му він отримав Премію Рольфа Шока з логіки та філософії «за новаторський внесок у логічний аналіз модальної концепції, зокрема концепції знання та віри». У 1985-му він став президентом Філософської асоціації Флориди.
Гінтікка був членом Норвезької академії наук. 26 травня 2000 року він отримав почесне звання від історико-філософського факультету Уппсальського університету (Швеція).

## Вибрані книги
- Primary
  - 1962. Knowledge and Belief – An Introduction to the Logic of the Two Notions ISBN 1-904987-08-7
  - 1969. Models for Modalities: Selected Essays ISBN 978-90-277-0598-3
  - 1975. The intentions of intentionality and other new models for modalities ISBN 978-90-277-0634-8
  - 1976. The semantics of questions and the questions of semantics: case studies in the interrelations of logic, semantics, and syntax ISBN 978-95-1950-535-0
  - 1989. The Logic of Epistemology and the Epistemology of Logic ISBN 0-7923-0040-8
  - 1996. Ludwig Wittgenstein: Half-Truths and One-and-a-Half-Truths ISBN 0-7923-4091-4
  - 1996. Lingua Universalis vs Calculus Ratiocinator ISBN 0-7923-4246-1
  - 1996. The Principles of Mathematics Revisited ISBN 0-521-62498-3
  - 1998. Paradigms for Language Theory and Other Essays ISBN 0-7923-4780-3
  - 1998. Language, Truth and Logic in Mathematics ISBN 0-7923-4766-8
  - 1999. Inquiry as Inquiry: A Logic of Scientific Discovery ISBN 0-7923-5477-X
  - 2004. Analyses of Aristotle ISBN 1-4020-2040-6
  - 2007. Socratic Epistemology: Explorations of Knowledge-Seeking by Questioning ISBN 978-0-521-61651-5
- Secondary
  - Auxier, R.E., and  Hahn, L., eds., 2006. The Philosophy of Jaakko Hintikka (The Library of Living Philosophers). Open Court. Includes a complete bibliography of Hintikka's publications. ISBN 0-8126-9462-7
  - Bogdan, Radu, ed., 1987 Jaakko Hintikka, Kluwer Academic Publishers ISBN 90-277-2402-4
  - Daniel Kolak, 2001 On Hintikka, Wadsworth  ISBN 0-534-58389-X
  - Daniel Kolak and John Symons, eds., 2004 Quantifiers, Questions and Quantum Physics: Essays on the Philosophy of Jaakko Hintikka Springer  ISBN 1-4020-3210-2

## Подальше читання
- Philosopher Jaakko Hintikka reveals love affair between his wife and JFK

## Зовнішні посилання
- Вікісховище має мультимедійні дані за темою: Яакко Гінтікка
- Jaakko Hintikka in 375 humanists – 20 May 2015. Faculty of Arts, University of Helsinki.

| Сковорода | Це незавершена стаття про філософа. Ви можете допомогти проєкту, виправивши або дописавши її. |